# هوپ‌ویل جانکشن (نیویورک)
هوپ‌ویل جانکشن (به انگلیسی: Hopewell Junction) یک منطقهٔ مسکونی در ایالات متحده آمریکا است که در شهرستان داچس، نیویورک واقع شده‌است. هوپ‌ویل جانکشن ۱٫۲ کیلومتر مربع مساحت دارد ۷۵ متر بالاتر از سطح دریا واقع شده‌است.